# International Team
International Team (IT) war eine italienische Spielefirma. Sie wurde von Renzo Angelosanto und Marco Donadoni 1979 gegründet und bestand bis 1988.
Fast alle Spiele waren von Marco Donadoni. International Team war ein Pionier auf dem Gebiet der Kriegs- und Simulationsspiele in Europa.
Viele der sehr schön ausgestatteten und großformatigen Spiele kamen viersprachig auf den Markt: Italienisch, Englisch, Französisch und Deutsch. Die Übersetzungen ins Deutsche waren oft sehr eigenwillig.
Das Spiel Ra erhielt 1981 den Sonderpreis „Das schöne Spiel“ der Jury Spiel des Jahres.
Nachdem die Firma 1988 bankrottging, wurden einige Spiele von der französischen Firma Eurogames übernommen.

## CoSim-Spiele
Ein großer Teil des Sortiments machten Konfliktsimulationen aus, in denen die Schlachten der Geschichte (Napoleonische Kriege, Zweiter Weltkrieg), der Zukunft (Millennium, Der Dritte Weltkrieg) oder aus Phantasiewelten (Zargo's Lords, Whorhom) nachgespielt werden konnten.
Sie hatten einen aus Sechsecken aufgebauten Spielplan, Spielsteine aus (opaker) Pappe und recht komplizierte Regeln.
Eine Spielkampagne dauerte viele Stunden. Dies begeisterte vor allem eingefleischte Fans.
In manchen Spielen von IT wurde das Spielfeld aus kombinierten Acht- und Vierecken gebildet.

## Spieleauswahl
- Ra
- Austerlitz
- Yorktown
- Little Big Horn
- Millennium
- Whorhom
- Zargo's Lords